# دم گوه‌ای (سرده)
دم گوه‌ای (نام علمی: Sphenopus) نام یک سرده از تیره گندمیان است.